# Élections législatives salvadoriennes de 2024
Les élections législatives salvadoriennes de 2024 se déroulent le 4 février 2024 afin d'élire les 60 membres de l'Assemblée législative du Salvador. Une élection présidentielle a lieu le même jour et des élections municipales un mois plus tard.
Le parti Nouvelles Idées (N) du président Nayib Bukele dispose d'une majorité qualifiée des deux tiers des sièges dans l'assemblée sortante. Accusée de dérive autoritaire, celui ci met notamment en œuvre une réforme réduisant de 84 à 60 le nombre de députés, appliquée pour la première fois lors de ce scrutin. 
Les élections sont largement remportées par Nouvelles Idées, qui obtient la quasi-totalité des sièges.

## Contexte

### Élections de 2021

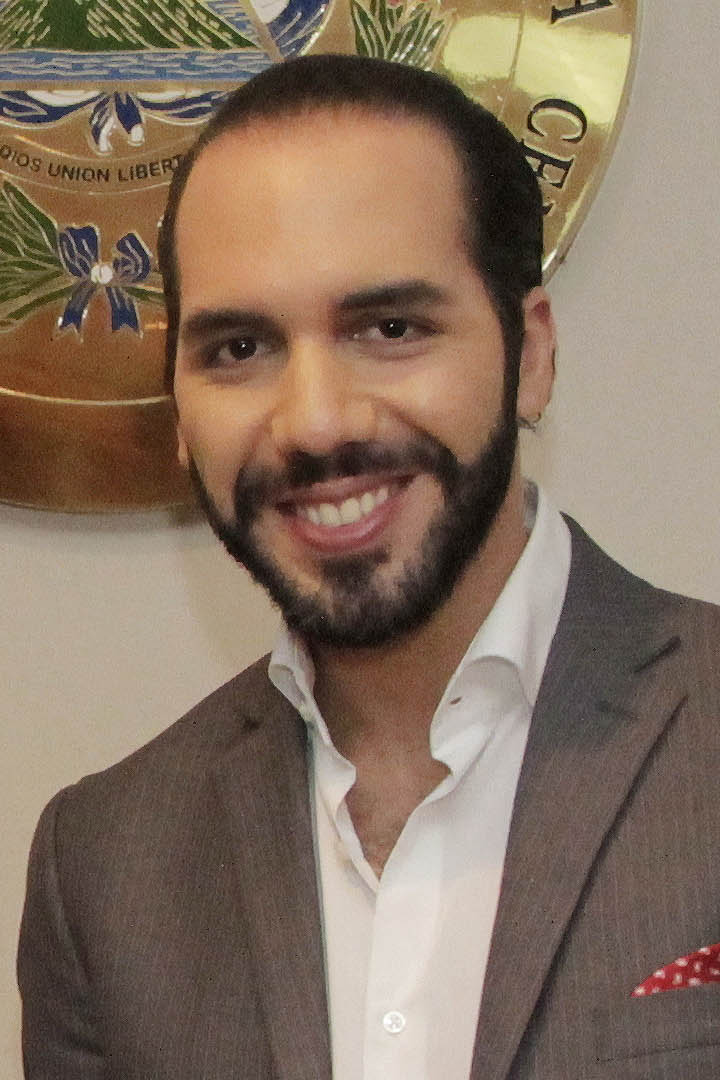
Nayib Bukele, président sortant.

Les élections législatives de février 2021 font suite à la large victoire de Nayib Bukele à l'élection présidentielle de février 2019. Candidat antisystème alors âgé de 37 ans, il l'emporte dès le premier tour avec 53 % des suffrages en faisant campagne sur la lutte contre la pauvreté, mais aussi surtout contre la criminalité que connaît alors le pays, notamment du fait des gangs locaux, les « Maras ». Élu sous l'étiquette de la Grande alliance pour l'unité nationale (GANA), il se retrouve en situation de cohabitation politique face à une assemblée législative dominée par le parti de droite ARENA, hostile à ses projets de loi,.
En vue des législatives de 2021, Bukele porte en avant son propre parti récemment créé, Nouvelles Idées (N), dont il confie la direction à son cousin Xavier Zablah Bukele. Avec un programme de lutte contre les gangs et la corruption, le parti se retrouve rapidement en tête des sondages avant de largement creuser l’écart avec ses concurrents, une situation inédite dans un pays dominé depuis des décennies par l'Alliance républicaine nationaliste (ARENA) et le Front Farabundo Martí de libération nationale (FMLN). Comme attendu, Nouvelles Idées remporte largement le scrutin en réunissant plus de la moitié des suffrages et parvient à réunir seul la majorité qualifiée de deux tiers des sièges, auxquels s'ajoutent quelques autres sièges obtenus par la Gana, seule ou en liste commune avec Nouvelles Idées. La population émet ainsi un profond désaveu envers le système de quasi bipartisme qui voyait la domination de l'Assemblée législative par l'Alliance républicaine nationaliste et le Front Farabundo Martí de libération nationale — qui perdent respectivement deux tiers et la quasi-totalité de leur représentation parlementaire — depuis la fin de la guerre civile en 1992,.
Le président Bukele dispose depuis d'un « chèque en blanc » pour appliquer sa politique. La majorité des deux tiers dont sa formation dispose lui permet non seulement de choisir seule les plus hauts fonctionnaires du gouvernement tels que le Procureur général, ainsi que cinq des quinze membres de la Cour suprême dont le mandat de neuf ans doit prendre fin au cours de la prochaine mandature,, mais également de procéder à une révision de la constitution. Bukele est alors soupçonné de vouloir mettre en œuvre une telle révision afin d'orienter le pays vers un système plus présidentiel, ce qu'il ne met finalement pas en œuvre.
La politique très répressive envers le crime organisé voit le taux d'homicide au Salvador passer de 51 pour 100 000 en 2018, avant son arrivée au pouvoir, à 2,5 pour 100 000 en 2023, ce qui vaut à Bukele une popularité record de 92 % d'opinions favorable cette année-là. S'il souffre d'une mauvaise image à l'international,,, Bukele demeure le président le plus populaire de l'histoire du Salvador avec un taux de popularité qui se maintient généralement autour de 90 % d'opinions positives chez la population salvadorienne,.

### Nouvelle candidature de Bukele
Le jour même du début de leur mandat, le 1er mai 2021, les nouveaux députés élisent cependant à la majorité qualifiée le Procureur général ainsi que les cinq juges de la Cour suprême qui composent ensemble la Cour constitutionnelle. Nayib Bukele qualifie alors ce renouvellement de « nettoyage de la maison », envers une institution qui avait jugé à plusieurs reprises l'année passée que ses décrets présidentiels outrepassaient le cadre constitutionnel de ses pouvoirs, de même que son absence de prises en compte de plusieurs décisions législatives ou judiciaires. Le Procureur général sortant avait par ailleurs ouvert plusieurs enquêtes pour corruption envers des ministres de son gouvernement. Sept mois plus tard, la Cour suprême de justice juge légale la candidature d'un président à sa réélection immédiate, malgré son interdiction par la Constitution de 1983, réaffirmée par un jugement en 2014 confirmant l'obligation pour un président d'attendre au minimum la durée de deux mandats présidentiels avant de se représenter. En septembre 2021, la cour juge cependant légale cette pratique dans le cas où le président cèderait auparavant ses fonctions à son vice-président avant la tenue du scrutin. La décision est vivement critiquée par l'opposition, qui la qualifie d'inconstitutionnelle. Cette nouvelle jurisprudence permet à Nayib Bukele d'annoncer le 26 octobre 2023 être candidat à sa réélection à l'élection présidentielle de 2024, organisée en même temps que les législatives. Il obtient le 30 novembre par une décision de l'Assemblée nationale — votée par 67 voix pour et 11 contre — de confier temporairement ses pouvoirs à Claudia Rodríguez de Guevara, qui devient ainsi présidente par intérim le lendemain sans que Bukele ne démissionne lui-même.

### Réduction du nombre de députés

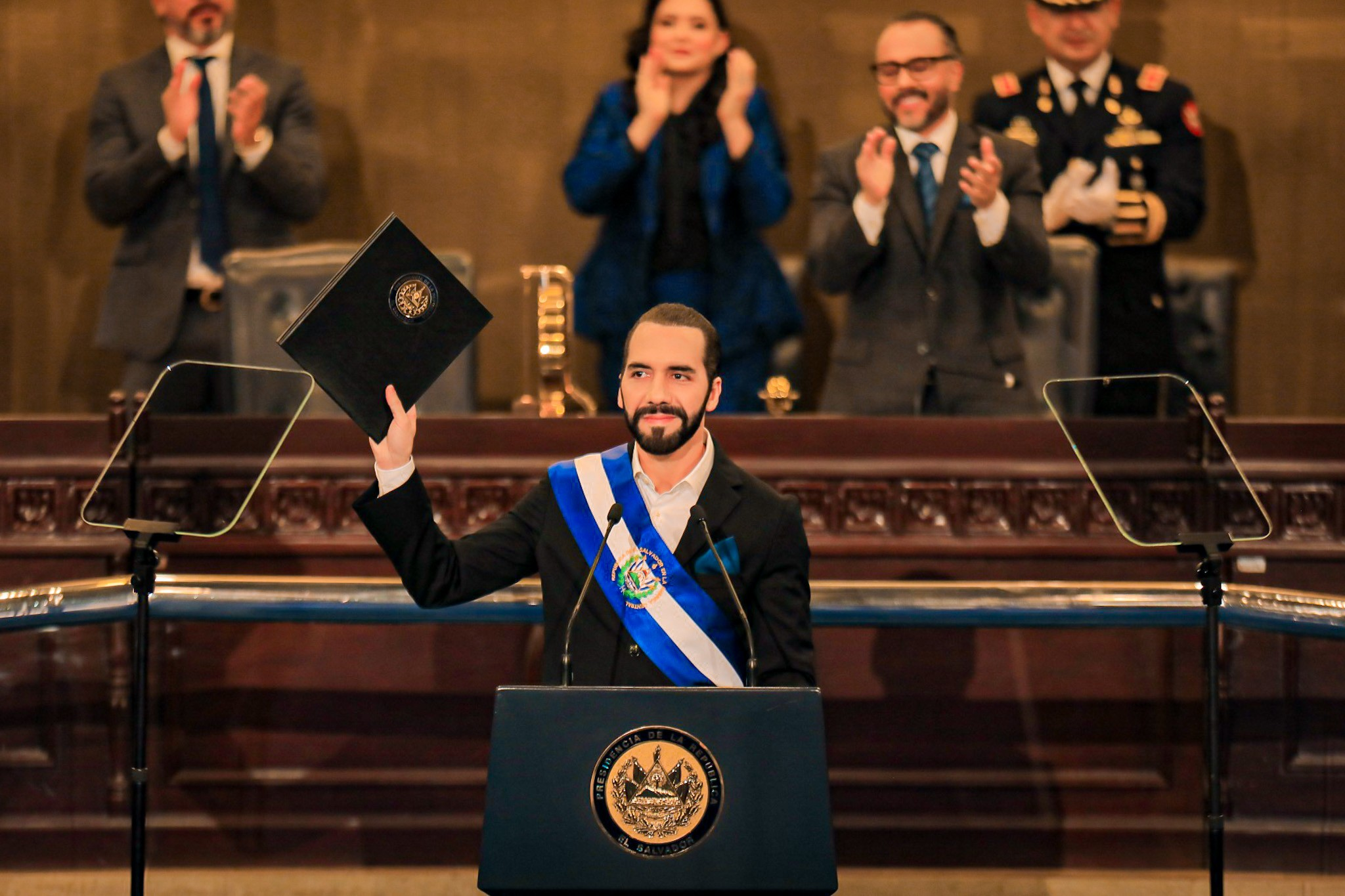
Nayib Bukele présentant à l'assemblée le projet de loi

Entretemps, Nayib Bukele procède courant 2023 à une réduction du nombre de municipalités après avoir annoncé son intention de mettre en œuvre cette réforme dans un tweet le 30 décembre 2022, dans lequel il juge « absurde » que les 21 000 km2 du pays soient divisés en 262 municipalités, et propose de réduire ce chiffre à 50. L'introduction de ce changement conduit en parallèle le gouvernement à proposer de réduire le nombre de sièges composant l'assemblée législative, jusqu'alors de 84. Le projet de loi soumis à l'assemblée le 1er juin 2023 réduit finalement à 44 le nombre de municipalités, et à 60 celui des sièges de députés, soit leur nombre avant la signature des accords de paix de Chapultepec en 1992. Décrié par l'opposition qui voit dans cette fusion des circonscriptions une tentative de gerrymandering, la loi est votée le 7 juin suivant,,. Le président défend la loi en avançant qu'elle permettra des économies de budget et une répartition plus équitable des impôts locaux. Il rejette notamment les critiques de l'opposition concernant le retour à 60 députés en accusant les gouvernements sortants de n'avoir rien fait d'autres des accords — qu'il qualifie de farce — à part cette augmentation qui bénéficiait à leurs membres,.

## Mode de scrutin

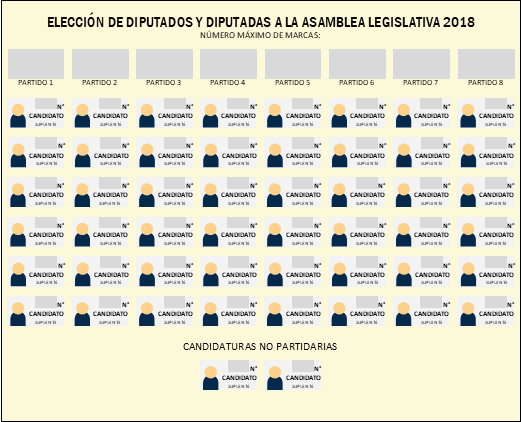
Modèle de bulletin de vote utilisé.

L'Assemblée législative est le parlement monocaméral du Salvador, composée de 60 députés élus pour trois ans au scrutin proportionnel plurinominal à listes ouvertes et au plus fort reste. Les sièges sont à pourvoir dans 14 circonscriptions plurinominales de 2 à 16 sièges correspondants aux départements du Salvador, selon leur population,. 
Par le biais des listes ouvertes et du panachage, l'électeur peut éventuellement répartir son choix de plusieurs manières :
1. Voter pour un parti, en cochant sa bannière en tête de liste. Son vote se répartit alors simplement à tous les candidats de la liste proposée par le parti.
2. Voter pour un parti, toujours en cochant sa bannière en tête de liste, et effectuer un vote préférentiel parmi ses candidats en cochant ceux qu'il veut voir élu. Son vote se répartit alors uniquement aux candidats qu'il aura sélectionné dans la liste proposée par le parti.
3. Ne pas cocher de parti, et voter directement pour des candidats parmi plusieurs listes et/ou des candidats indépendants. L'électeur doit alors veiller à ce que le nombre de candidats sélectionnés n'excède pas le nombre de sièges à pourvoir dans la circonscription.

## Forces en présence
| Parti | Parti                                                                                                   | Idéologie                                                                    | Dirigeant           | Résultats en 2021          |
| ----- | --- | ---------------------------------------------------------------------------- | ------------------- | -------------------------- |
|       | Nouvelles Idées Nuevas ideas (NI)                                                                       | Centre droit Social-libéralisme, conservatisme social, réformisme, populisme | Xavier Bukele       | 66,58 % des voix 56 sièges |
|       | Alliance républicaine nationaliste Alianza Republicana Nacionalista (ARENA)                             | Droite Nationalisme, conservatisme, néolibéralisme                           | Carlos García Saade | 12,18 % des voix 14 sièges |
|       | Front Farabundo Martí de libération nationale Frente Farabundo Martí para la Liberación Nacional (FMLN) | Gauche Socialisme, populisme de gauche, nationalisme de gauche               | Óscar Ortiz         | 6,91 % des voix 4 sièges   |
|       | Grande alliance pour l'unité nationale Gran Alianza por la Unidad Nacional (GANA)                       | Droite Conservatisme social, libéralisme économique                          | Nelson Guardado     | 5,17 % des voix 5 sièges   |
|       | Parti de la concertation nationale Partido de Concertación Nacional (PCN)                               | Droite Conservatisme, libéralisme économique                                 | Manuel Rodriguez    | 4,02 % des voix 2 sièges   |

## Résultats
|                          |                                                      |           |       |      |        |               |  |  |  |
| Partis                   | Partis                                               | Voix      | %     | +/-  | Sièges | +/-           |  |  |  |
|                          | Nouvelles Idées (NI)                                 | 2 276 412 | 70,09 | 3,51 | 54     | 2             |  |  |  |
|                          | Alliance républicaine nationaliste (ARENA)           | 227 355   | 7,00  | 5,18 | 2      | 12            |  |  |  |
|                          | Front Farabundo Martí de libération nationale (FMLN) | 195 919   | 6,03  | 0,88 | 0      | 4             |  |  |  |
|                          | Parti de la concertation nationale (PCN)             | 154 522   | 4,76  | 0,74 | 2      | en stagnation |  |  |  |
|                          | Grande alliance pour l'unité nationale (GANA)        | 99 343    | 3,06  | 2,11 | 0      | 5             |  |  |  |
|                          | Parti démocrate-chrétien (PDC)                       | 93 558    | 2,88  | 1,18 | 1      | en stagnation |  |  |  |
|                          | En avant (V)                                         | 90 864    | 2,80  | 1,79 | 1      | en stagnation |  |  |  |
|                          | Force solidaire (FS)                                 | 51 021    | 1,57  | Nv   | 0      | en stagnation |  |  |  |
|                          | Notre temps (NT)                                     | 41 069    | 1,26  | 0,44 | 0      | 1             |  |  |  |
|                          | Changement démocratique (CD)                         | 12 167    | 0,37  | 0,19 | 0      | en stagnation |  |  |  |
|                          | Liste commune PDC-PCN                                | 5 397     | 0,17  | Nv   | 0      | en stagnation |  |  |  |
|                          |                                                      |           |       |      |        |               |  |  |  |
| Suffrages exprimés       | Suffrages exprimés                                   | 3 247 627 | 96,60 |      |        |               |  |  |  |
| Votes invalides          | Votes invalides                                      | 74 146    | 2,21  |      |        |               |  |  |  |
| Votes blancs             | Votes blancs                                         | 40 208    | 1,20  |      |        |               |  |  |  |
| Total                    | Total                                                | 3 361 981 | 100   | –    | 60     | 24            |  |  |  |
| Abstentions              | Abstentions                                          | 2 852 418 | 45,90 |      |        |               |  |  |  |
| Inscrits / participation | Inscrits / participation                             | 6 214 399 | 54,10 |      |        |               |  |  |  |

## Conséquences
Le parti Nouvelles Idées (N) sort grand vainqueur du scrutin, porté par le « raz de marée électoral » dont bénéficie le président Nayib Bukele, réélu dès le premier tour de l'élection présidentielle. Sa formation politique réunit comme lui une large majorité en réunissant plus de 70 % des suffrages, ce qui lui assure non seulement la majorité absolue mais la quasi totalité des sièges à l'Assemblée législative,,,.